# Poecilocloeus peruvianus
Poecilocloeus peruvianus is een rechtvleugelig insect uit de familie veldsprinkhanen (Acrididae). De wetenschappelijke naam van deze soort is voor het eerst geldig gepubliceerd in 1976 door Descamps.